# Brei

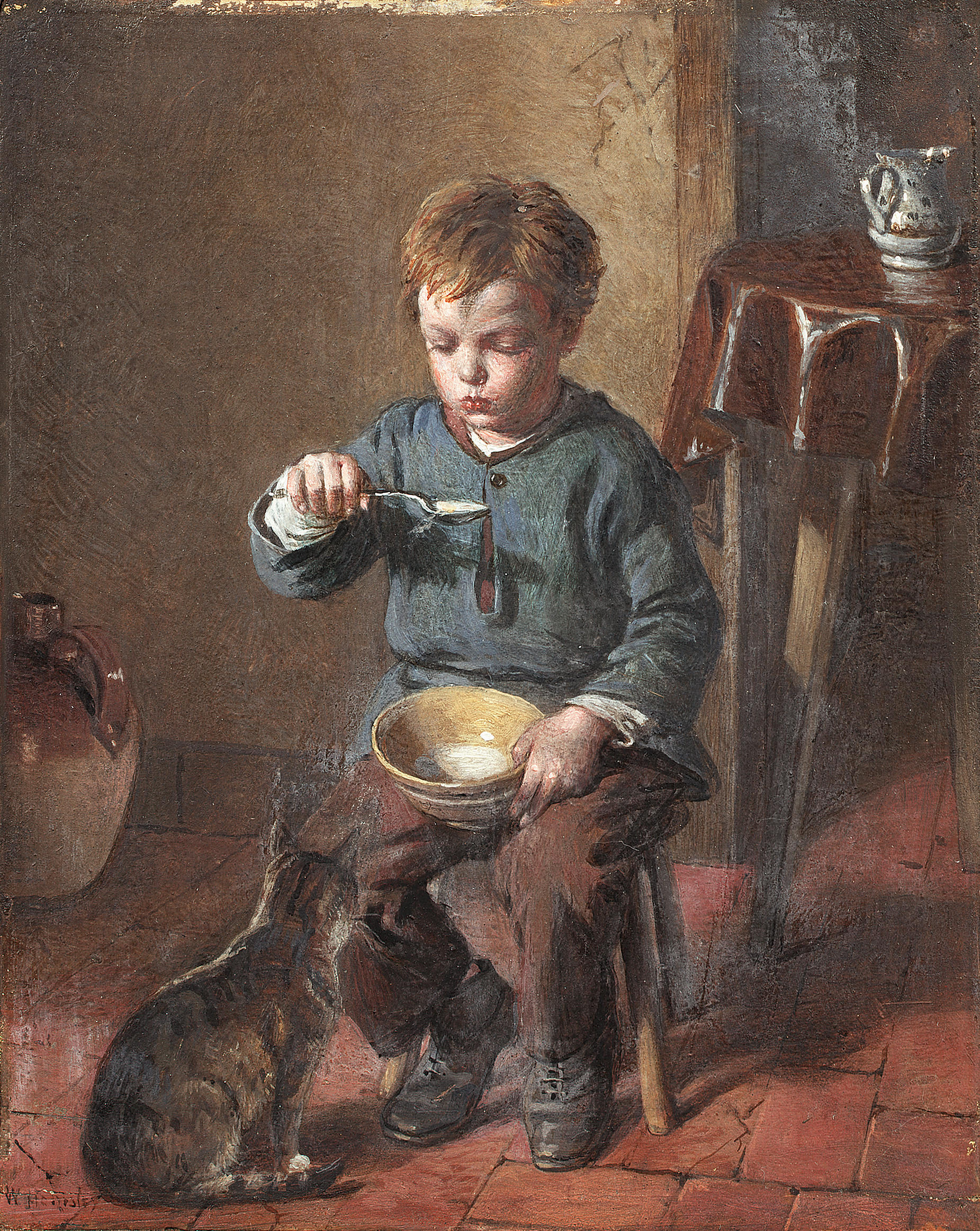
Porridge (Haferbrei), W. Hemsley (vor 1894)

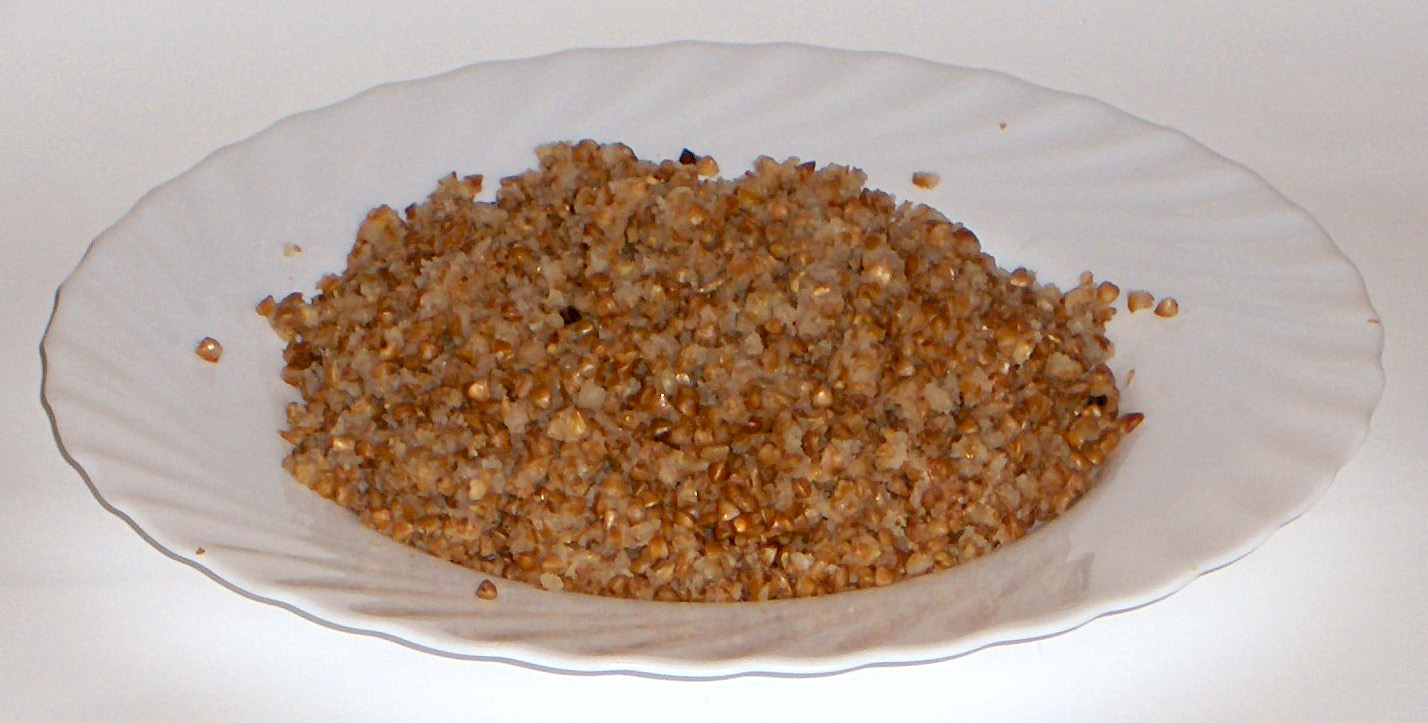
Gretschnewaja Kascha, ein slawischer Brei aus Buchweizengrütze

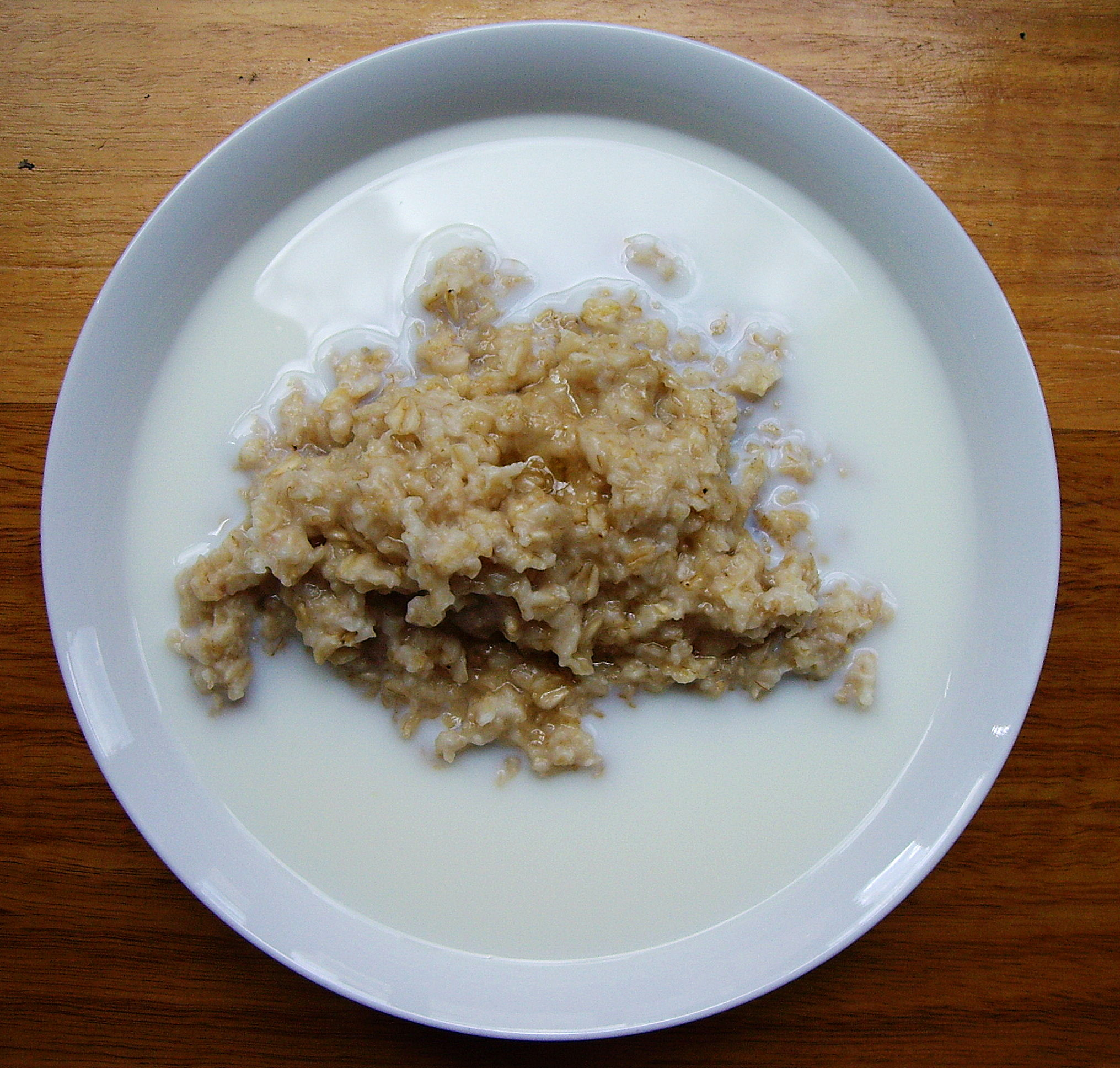
Haferbrei

Brei (von mittelhochdeutsch brī/brīe, „Brei“, von der indogermanischen Wurzel *bher[e] für „quellen, aufwallen, sieden“) ist ein Gericht aus geschrotetem oder gemahlenem, in Flüssigkeit gekochtem Getreide (Grütze, Grieß oder Mehl) oder auch anderen Zutaten von dickflüssiger bis halbfester Konsistenz. Es ist die älteste und einfachste Zubereitung für Getreide und bis heute weltweit die wichtigste. Spätere Abkömmlinge des Breis sind das Fladenbrot und seit Erfindung des Backofens das aus vergorenem Brei bestehende gesäuerte Brot sowie das Bier.

## Geschichte
Wann der Brei erfunden wurde, ist ungewiss. Es gibt Funde aus der Altsteinzeit von geröstetem Wildgetreide, Mahlsteinen und mörserartigen Steingefäßen und sie erlauben zumindest die Vermutung, dass das roh ungenießbare Getreide bereits damals zerkleinert und gekocht wurde, was vor Erfindung der Töpferei vermutlich in Tiermägen, Lederbeuteln, Körben oder Lehmgruben mit erhitzten Steinen geschah. Mit Sicherheit bekannt war die Zubereitung von Brei in der Jungsteinzeit zu Beginn des Ackerbaus vor mindestens 10.000 Jahren. 
In Europa war Brei beziehungsweise Puls (das Bestandteil der Esskultur im römischen Reich war) bis zum Ende des 18. Jahrhunderts Hauptnahrungsmittel eines Großteils der Bevölkerung – all derer, die nicht über einen Backofen, genügend Brennmaterial und Zugang zu einer Getreidemühle verfügten, den Voraussetzungen zur Herstellung des aufwendigeren Brots. Abgelöst wurde er dann weitgehend durch die Kartoffel und auch durch Brot, das durch Bäckereien, die keinem Grundherrn mehr gehörten, allgemein erhältlich wurde. Heute noch verbreitet sind Breie wie das englische Porridge, die italienische Polenta und verschiedene, meist süße Zubereitungen wie Grießbrei als Dessert oder Kinder- und Krankennahrung.
In ärmeren Weltregionen ist Brei bis heute das Hauptnahrungsmittel geblieben, besonders in Afrika (siehe Fufu und Nshima oder Ugali).

## Arten von Brei
Verschiedene Breisorten, geordnet nach Grundstoff:
Getreidebrei
- Weizenbrei
  - Grießbrei
  - Weizenflocken für Müsli
- Maisbrei
  - Grits
  - Mămăligă
  - Polenta
- Haferbrei/Hafergrütze
  - Müsli
  - Havregrøt
  - Oat Porridge/Oatmeal
- Reisbrei
  - Milchreis
  - Risotto
- Buchweizen
  - Gretschnewaja Kascha – slawische Buchweizengrütze

Gemüsebrei
- Kartoffelbrei
- Linsenbrei
- Fufu
- Kichererbsenbrei
  - Hummus

Obstbrei
- Apfelbrei
- Bananenbrei